# SRF Meteo
SRF Meteo è una trasmissione meteorologica della Televisione Svizzera che ha due edizioni, alle 12:50 e alle 19:50. Le previsioni del tempo vengono fatte dell'alto della terrazza della sede della Schweizer Fernsehen, dove ci sono una stazione meteorologica digitale, un pluviometro, il logo SRF Meteo messo in verticale e il panorama di Zurigo.
Questa trasmissione, insieme al telegiornale, è stata criticata per abuso di dialetto.
I principali conduttori dell'edizione delle 12:50 sono:
- Jan Eitel
- Thomas Jordi
- Peter Pöschl
- Daniela Schmuki

Quelli delle 19:50 sono:
- Christoph Siegrist
- Thomas Bucheli
- Sandra Boner
- Cécile Bähler